# Asada Sōhaku

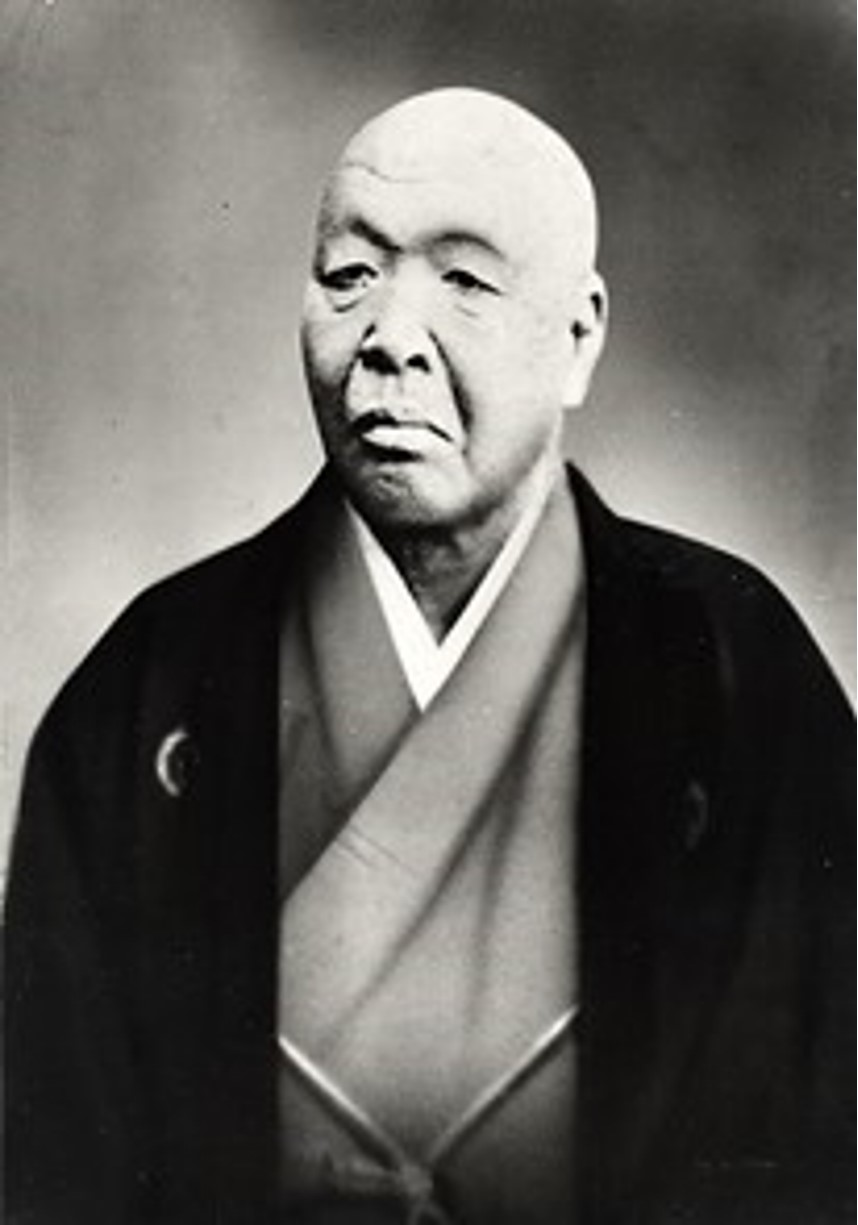
Sōhaku

Asada Sōhaku (japanisch 浅田 宗伯; geboren 29. Juni 1815 in Kuribayashi (栗林村), Landkreis Chikuma (筑摩郡), Provinz Shinano; gestorben 16. März 1894) war ein japanischer Mediziner, der letzte große Meister der chinesischen Medizin „Kampo“ in der späten Edo- und beginnenden Meiji-Zeit.

## Leben und Wirken
Asada Sōhaku war der Sohn eines Konfuzius verehrenden Arztes. Er führte den Kindheitsnamen Naotami (直民), später nannte er sich Koretsune (惟常), sein Rufname war Shikishi (識此), sein „Gō“ war Ritsuen (栗園) und Sōhaku war ein gebräuchlicher Name.
Asada trat im Alter von 15 Jahren in die Schule des Mediziners Nakamura Chūsō (中村 仲倧; 1778–1851) ein. Im Alter von 18 Jahren ging er nach Kyōto, um in der von Nakanishi Yōzan (中西 鷹山; 1772–1827) begründeten Schule zu studieren. Er praktizierte für kurze Zeit in seiner Heimatstadt, ging dann im Jahr 1836 nach Edo, um sich bei Motoyasu Sōen (本康 宗円; ? –1852), dem medizinischen Offizier des Shogunats, weiter zu bilden. In der Zeit schloss er Freundschaft mit Taki Genken (多紀 元堅; 1795–1857), Kojima Gasho (小島 学古; 1797–1849), Kitamura Kōsō (喜多村 栲窓; 1805–1876) und anderen. 1861 wurde er Hofarzt des Shogunats. 1865 behandelte er den französischen Gesandten Léon Roches (1809–1901), der an einer schwer heilbaren Krankheit litt, womit er im In- und Ausland bekannt wurde. Im Jahr 1879 wurde er zum Arzt des Kronprinzen Haru-no-Miya (東宮明宮), des späteren Kaiser Taishō, ernannt und rettete ihm durch seine Behandlung das Leben.
Asada schrieb viele Bücher, insgesamt 80 Ausgaben in 200 Bände, darunter „Shōkan ronshiki“ (傷寒論識) – „Über Typhus“, „Zōshi-ronshi“ (雑病論識) – „Über verschidene Krankheiten“, „Kitsusō shoei“ (橘窓書影) – „Orangefarbener Buchschatten“ und „Sentetsu Ibanashi“ (先哲医話) – etwa „Medizinische Gespräche eines Weisen“.